# Raport Katzmanna

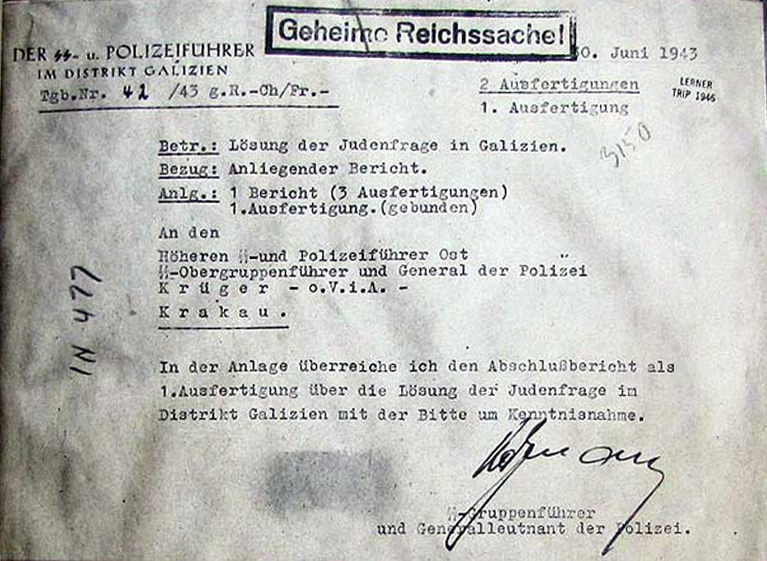
Pierwsza strona oryginału raportu Katzmanna

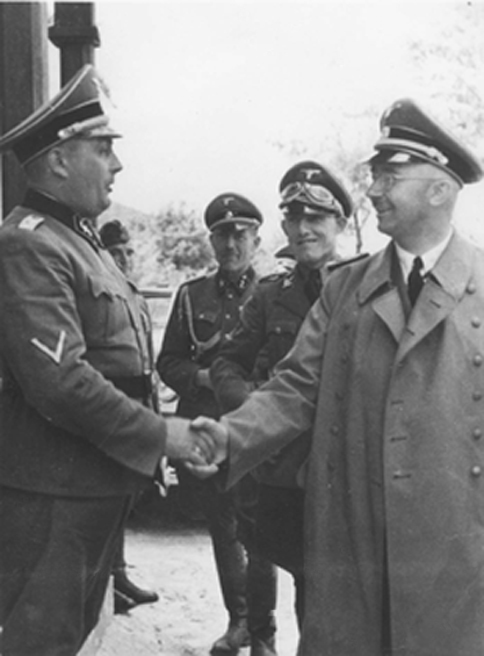
Od lewej: Friedrich Warzok, Fritz Katzmann i Heinrich Himmler (Obóz janowski)

Raport Katzmanna (oryginalna nazwa Rozwiązanie kwestii żydowskiej w dystrykcie Galicja) – oficjalny raport sporządzony z datą 30 czerwca 1943 przez SS-Gruppenführera Fritza Katzmanna, Dowódcę SS i Policji w Dystrykcie Galicja od października 1941 do czerwca 1943. Raport przygotowany był dla Wyższego Dowódcy SS i Policji w Generalnym Gubernatorstwie – Friedricha Wilhelma Krügera i opisuje przebieg tzw. „Akcji Reinhardt” – akcji eksterminacyjnej Żydów polskich na terenie Galicji w okupowanej przez III Rzeszę Polsce.
Obok tzw. Raportu Stroopa stanowi on jedno z najważniejszych źródeł dokumentujących eksterminację polskich Żydów podczas II wojny światowej na terenie okupowanej Polski. Oba raporty zostały przekazane (przez aliancką Prokuraturę do spraw Zbrodni Wojennych) stronie polskiej w 1948 i spoczęły początkowo w archiwum Głównej Komisji Badania Zbrodni Hitlerowskich w Polsce; obecnie znajdują się w Instytucie Pamięci Narodowej w Warszawie.

## Dokument
Raport zawiera 85 stron zapisanych pismem maszynowym. Do tekstu dołączono także 153 zdjęcia, które szczegółowo przedstawiają przebieg „Akcji Reinhardt”.

## Wydania raportów
Raport Katzmanna został opublikowany po niemiecku i po polsku, jednak to ostatnie wydanie opublikowane w latach 50. XX wieku zostało ocenzurowane przez władze Polski Ludowej. Pierwsza publikacja pełnej treści dokumentu w Polsce miała miejsce w 2001.

## Treść
Fritz Katzmann informował w nim, że do 27 czerwca 1943 zamordowano 434 329 Żydów z Dystryktu Galicja, w tym ponad 100 tysięcy z samego Lwowa.